# Скјави д'Абруцо
Скјави д'Абруцо (итал. Schiavi di Abruzzo) је насеље у Италији у округу Кјети, региону Абруцо.
Према процени из 2011. у насељу је живело 259 становника. Насеље се налази на надморској висини од 1135 м.

## Становништво
Према резултатима пописа становништва 2011. у општини је живело 931 становника.
| 1931. | 1936. | 1951. | 1961. | 1971. | 1981. | 1991. | 2001. | 2011. |
| ----- | ----- | ----- | ----- | ----- | ----- | ----- | ----- | ----- |
| 4.250 | 4.419 | 4.450 | 4.526 | 3.669 | 2.689 | 1.965 | 1.403 | 931   |